# Esclavitud en Centroamérica
La Esclavitud en Centroamérica es anterior a la llegada de los españoles, pues ya se daba entre los pueblos autóctonos. En ocasiones el esclavo era incluso destinado al sacrificio ante los dioses.

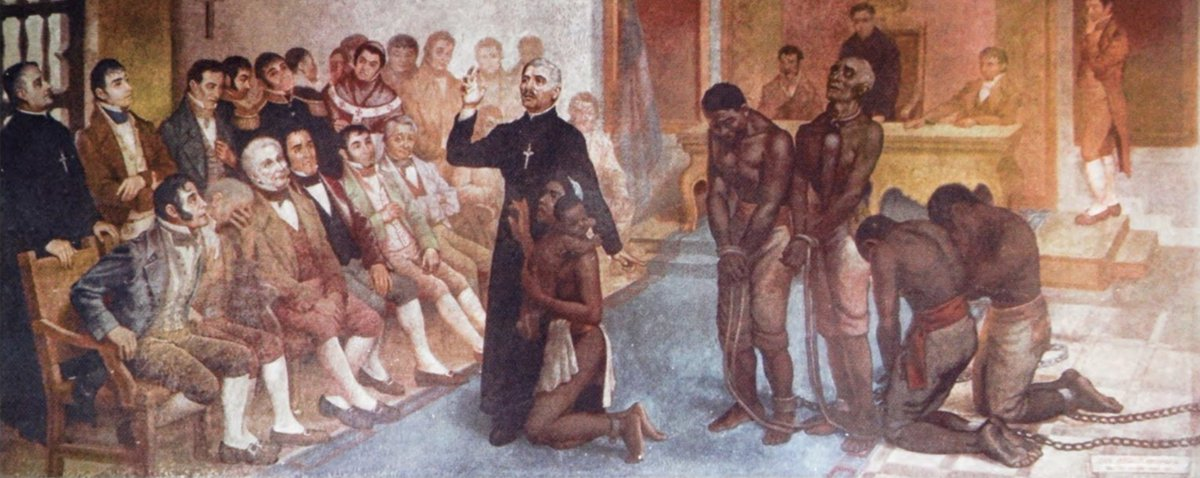
Pintura de Luis Vergara Ahumada. Muestra al diputado, José Simeón Cañas promulgando su famoso discurso, la abolición de la esclavitud.

La esclavitud de los indígenas fue ya prohibida por las Leyes de Burgos de 1512, salvo en casos muy particulares.
Con el arribo y conquista de españolas, la esclavitud persiste en Centroamérica amparada en diversas excusas:
- Por derecho de guerra: los cautivos pasaban a ser esclavos de los vencedores, incluyendo a las mujeres e hijos de los vencidos.
- Por rescate: los esclavos que ya poseían los caciques sometidos eran rescatados y, a su vez, esclavizados por los españoles.
- Por tributo: cuando los caciques no podían pagar los tributos impuestos por los españoles, podían ceder esclavos como medio de pago.
- Por delitos: los delitos cometidos por los indígenas se castigaban con la esclavitud temporal o perpetua.

Ante ciertos abusos anteriores, las Leyes Nuevas de 1542 prohibieron absolutamente la esclavitud de los indígenas, sin excepción alguna.

## Límites y prohibiciones.
En 1530 las Reales Cédulas inician una serie de prohibiciones, tales como la de no hacer esclavos a los menores de 14 años o a las mujeres, aún en la guerra.
La bula de Paulo III Sublimus Dei (1537) declara la igualdad de la naturaleza humana entre los indios y los demás hombres, lo que silencia la tesis de los conquistadores que postulaba que los indios no eran seres humanos.
Fray Bartolomé de las Casas se convierte en el principal defensor de los indígenas ante las Cortes españolas, denunciando los abusos cometidos por los encomenderos y propiciando, para evitarlos, que los indígenas vivan en poblados.

## Abolición de la esclavitud
Las Provincias Unidas de Centroamérica, ya independientes de España, promulgan el 24 de abril de 1824 el Decreto sobre la libertad, que tiene como objeto abolir la esclavitud en los territorios de Centroamérica. Para ello se declara:
- Dar libertad a los esclavos que habiten en el territorio.
- Que nadie puede nacer esclavo.
- Que los esclavos que huyan de otros territorios serán libres.
- Que los dueños de esclavos serán indemnizados.
- Que, en el caso de aquellos esclavos que decidan permanecer junto a sus dueños, éstos no les podrán negar el alimento en la vejez (cuando pasen de los 60 años).

Los ponentes de esta ley fueron Francisco Barrundia, Mariano Gálvez y José Simeón Cañas. La ley ya se encontraba en discusión desde tiempo atrás, pero la falta de acuerdo sobre el monto y la forma de indemnización a los dueños de los esclavos motivó su retraso. El impulso definitivo se produce cuando, el 31 de diciembre de 1823, el Dr. José Simeón Cañas y Villacorta pronuncia un discurso en el que cede todas sus dietas y los réditos que le adeudaba el Estado para iniciar el fondo con el que compensar a los dueños de esclavos.